# 野津鎮雄
野津 鎮雄（のづ しずお、天保6年9月5日（1835年10月26日） - 明治13年（1880年）7月22日）は、日本の陸軍軍人。中部監軍部長・熊本鎮台司令長官・東京鎮台司令長官を歴任した。最終階級は陸軍中将。栄典は正三位勲二等。弟に元帥陸軍大将野津道貫。

## 略歴
天保6年（1835年）、薩摩下級藩士野津七郎鎮圭（4石）の次男として生まれる。幼名は七左衛門、諱は鎮雄。薩摩国鹿児島城下高麗町（現・鹿児島県鹿児島市高麗町）出身。早くして両親を亡くし、弟とともに叔父折田氏に育てられた（長兄は折田家の養子となっていたが鎮雄の生まれる前年に夭折）。青山愚痴に天山流砲術を、薬丸兼義に薬丸自顕流を学ぶ。
文久3年（1863年）、薩英戦争に参加。青山愚痴配下として沖小島を守る。慶応3年（1867年）、小隊監軍として京都御所を守護。その後小隊長。
慶応4年（1868年）、戊辰戦争では五番隊長となり鳥羽・伏見の戦い、奥羽・箱館に転戦した。
維新後の明治2年（1869年）1月、藩兵4番大隊長を任ぜられる。続いて明治4年（1871年）3月、上京し御親兵大隊長となり、7月より陸軍に奉職。佐賀の乱では大久保利通指揮の下、大阪鎮台隷下の歩兵2個大隊砲兵大隊を率い、佐賀城奪回に貢献した。西南戦争では第一旅団司令長官をつとめた。戦後中将となる。
明治13年（1880年）、明治天皇の随行を命ぜられるが、出発前に病に倒れ死去。享年44。死後、正三位に叙せられた。
大山巌の相談を受け、「君が代」の選定に関わったとされる。

## 年譜
- 明治2年（1869年）
  - 1月 - 藩兵4番大隊長
  - 6月 - 賞典禄8石
- 明治4年（1871年）
  - 3月 - 御親兵
  - 7月28日 - 陸軍大佐兼兵部少丞、その後兵部大丞。
- 明治5年（1872年）9月2日 - 少将に進む。
- 明治6年（1873年）3月31日 - 陸軍省第四局長
- 明治7年（1874年） - 佐賀の乱。
  - 4月12日 - 兼熊本鎮台司令長官代理
  - 11月27日 - 免兼
- 明治8年（1875年）6月23日 - 陸軍築造局局長、のち熊本鎮台司令長官。
- 明治9年（1876年）6月13日 - 東京鎮台司令長官。
- 明治10年（1877年）2月27日 - 西南戦争出征。
  - 2月27日 - 第一旅団司令長官。
  - 11月 - 叙勲二等
- 明治11年（1878年）
  - 11月20日 - 陸軍中将昇進
  - 12月14日 - 中部監軍部長。名古屋・大坂鎮台管下の教育検閲管掌。
- 明治12年（1879年）11月 - 従四位
- 明治13年（1880年）7月22日 - 死去。
  - 7月25日 - 正三位追贈

## 親族
- 父 野津鎮圭（1846年死去）
- 母 柏木美世（1851年死去）
- 兄 折田三之丞（叔父折田氏養子、1834年死去）
- 妻 野津国子（1918年死去）
- 長女 野津志和（夭折、1866年死去）
- 養嗣子 野津道貫(実弟)